# 1945
Il 1945 (MCMXLV in numeri romani) è un anno  del XX secolo.

## Eventi
- In Sicilia si estendono i disordini provocati dall'Esercito volontario per l'indipendenza della Sicilia (EVIS), gruppo armato creato dall'esponente separatista Antonio Canepa. Intervengono nella repressione reparti dell'Esercito italiano.
- Italia: viene riconosciuto il diritto di voto alle donne.

### Gennaio
- 2 gennaio – Seconda guerra mondiale: gli Alleati scatenano un'offensiva nelle Ardenne, piegando la resistenza tedesca.
- 6 gennaio – vengono uccise 4 donne polacche che avevano contribuito alla rivolta del 7 ottobre 1944, ad Auschwitz, facendo saltare in aria un forno crematorio.
- 17 gennaio
  - Ungheria: scompare il diplomatico svedese Raoul Wallenberg mentre è sotto la custodia dei Sovietici.
  - Polonia: Le truppe sovietiche liberano Varsavia, trovandola rasa al suolo dai nazisti come rappresaglia per le rivolte dei polacchi.
- 20 gennaio – Franklin Delano Roosevelt viene proclamato Presidente degli USA. È il suo quarto mandato presidenziale.
- 27 gennaio – Polonia: Le truppe sovietiche liberano il campo di concentramento di Auschwitz.
- 30 gennaio – la Wilhelm Gustloff con più di 10.000 soldati tedeschi e civili fuggiti da Gotenhafen viene affondata dal sottomarino sovietico S-23. Più di 9.300 uomini annegano nel Mar Baltico.

### Febbraio
- 4 febbraio – Churchill, Stalin e Roosevelt si riuniscono a Yalta in Crimea.
- 13 febbraio
  - Germania: bombardamento di Dresda.
  - Italia: Israel Zolli, rabbino capo di Roma si converte al cattolicesimo assumendo il nome di Eugenio (per ringraziare Papa Pio XII per gli Ebrei salvati).
- 24 febbraio
  - Egitto: il Primo Ministro Ahmed Maher Pascià viene assassinato in Parlamento.
  - Italia: Eugenio Curiel, fondatore del Fronte della Gioventù (organizzazione partigiana vicina al PCI) viene ucciso dai fascisti a Milano.

### Marzo
- 6 marzo – Romania: viene formato il primo Governo democratico.
- 7 marzo – gli Alleati oltrepassano il Reno.
- 8 marzo – Jugoslavia: Josip Broz Tito forma il primo Governo.
- 22 marzo – Il Cairo, Egitto: fondazione della Lega araba.

### Aprile
- 3 aprile – Germania: inizia l'evacuazione del campo di concentramento di Buchenwald.
- 5 aprile – Italia: inizia sul versante tirrenico l'attacco delle Forze armate alleate all'Esercito nazifascista.
- 9 aprile – Italia: inizia l'avanzata delle Forze armate alleate nella valle del Po.
- 9 aprile – Italia: a Bari alle ore 11,57, mentre la stanno scaricando, scoppia la nave Henderson carica di bombe nel porto di Bari. Tra i portuali vi sono quasi 300 morti e circa 1.500 feriti. Sono fortemente danneggiate molte case, specie nella città vecchia e nel giro di un paio di chilometri si rompono tutti i vetri. Questo è il secondo disastro nel porto di Bari dopo il Bombardamento del 2 dicembre 1943.
- 12 aprile – Stati Uniti: muore Franklin Delano Roosevelt, Presidente degli Stati Uniti d'America, il Vicepresidente Harry S. Truman ne prende le funzioni (che manterrà fino al 1953).
- 15 aprile – Italia: il comando militare Piemontese del Corpo volontari della libertà annuncia la costituzione di tribunali di guerra formati da cinque partigiani. Può bastare l'identificazione fisica per fucilare ministri, sottosegretari, prefetti, segretari federali e militanti della Repubblica sociale "per l'immediata esecuzione capitale degli appartenenti, senza diritto a inoltrare domanda di grazia".
- 16 aprile – Germania: l'Armata Rossa, sotto il comando del maresciallo dell'Unione Sovietica, Georgij Žukov e del generale Ivan Stepanovič Konev, inizia l'attacco sulle alture di Seelow.
- 18 aprile – Italia: sciopero generale di Torino.
- 21 aprile – Italia: il 2º Corpo d'Armata polacco del generale Anders entra, per primo, nella città di Bologna passando per la Porta Maggiore, seguito dai soldati dell'87º Reggimento Fanteria e da altri gruppi italiani tra cui il 68º Reggimento Fanteria del Gruppo di Combattimento "Legnano". In tarda mattina arrivano anche i bersaglieri del battaglione Goito. Nel pomeriggio hanno il permesso di entrare in città le Brigate partigiane Giustizia e Libertà di Montagna e 7a Modena.
- 23 aprile – Italia: la liberazione di Genova inizia nella notte tra il 23 e il 24 aprile e prosegue fino al 26 aprile quando, sotto l'azione delle Squadre di azione patriottica (SAP) e delle formazioni partigiane di montagna scese in città, anche gli ultimi presidi tedeschi si allontanano.
- 24 aprile – Italia
  - Truppe della VIII armata britannica entrano a Ferrara da Porta Romana ed occupano il centro della città.
  - Con l'aiuto delle formazioni partigiane Reggio Emilia viene liberata su iniziativa della popolazione cittadina, che precede l'arrivo degli Alleati.
- 25 aprile
  - Italia: il CLNAI proclama lo sciopero generale. Nei giorni successivi le forze alleate, appoggiate da formazioni partigiane, liberano le maggiori città dell'Italia Settentrionale.
  - Italia: i partigiani liberano Milano, Torino e Genova dall'occupazione nazifascista.
  - Seconda guerra mondiale: truppe americane e sovietiche si congiungono sul fiume Elba, dividendo la Germania in due zone.
  - Stati Uniti: cinquanta Stati fondano a San Francisco (California) l'Organizzazione delle Nazioni Unite.
- 26 aprile - Partigiani e truppe alleate entrano a Parma, da dove i nazifascisti erano fuggiti da due giorni.
- 27 aprile – Italia: Mussolini viene arrestato a Dongo, in provincia di Como, da partigiani della 52ª Brigata Garibaldi, dopo essere stato riconosciuto a bordo di un autoveicolo tedesco diretto verso la Valtellina.
- 28 aprile – Italia
  - Mentre sopraggiungono le formazioni di montagna, le truppe tedesche lasciano Torino rompendo lo sbarramento dei partigiani arruolati nelle formazioni di città. Dopo sei giorni di combattimenti il capoluogo piemontese viene liberato. Il 1º maggio gli Alleati entrano in città.
  - Benito Mussolini e Clara Petacci sono fucilati a Giulino di Mezzegra, in provincia di Como, da un gruppo di partigiani.
  - Venezia viene liberata.
- 29 aprile
  - Italia: nella Reggia di Caserta la Germania sottoscrive con l'Italia una resa incondizionata.
  - Italia: Giorgio Amendola lancia su L'Unità di Torino un appello che rimarrà famoso: «I criminali devono essere eliminati. Con risolutezza giacobina il coltello deve essere affondato nella piaga, tutto il marcio deve essere tagliato. Non è l'ora questa di abbandonarsi a indulgenze. Pietà l'è morta».
  - Germania: Adolf Hitler ed Eva Braun si sposano. Hitler detta poi il suo testamento.
- 30 aprile
  - Si conclude la Battaglia della Sacca di Fornovo (Parma), dove fin dal 24 aprile i nazifascisti in fuga si scontrano con le forze alleate comandate da Lucien Truscott, quelle brasiliane e con la ""Divisione partigiana Val Ceno" comandata da Trasibulo (Ettore Cosenza).
  - Germania: Adolf Hitler ed Eva Braun si suicidano; l'Armata Rossa conquista il Reichstag, ultima fortezza e Parlamento del Terzo Reich, con un combattimento costato la vita a 1.300 soldati sovietici e 500 uomini della Guardia d'onore delle SS.
  - Trieste: il Comitato di Liberazione Nazionale presieduto da don Edoardo Marzari, composto da tutte le forze politiche italiane antifasciste con l'eccezione dei comunisti, proclama l'insurrezione generale. Al tempo stesso le brigate dei partigiani jugoslavi, con l'appoggio del Partito Comunista Italiano, attaccano l'altipiano carsico appena fuori della città e il 1º maggio entrano a Trieste.
  - A Ponti sul Mincio, in provincia di Mantova, ha luogo l'ultima sanguinosa battaglia sul territorio italiano: la battaglia di Monte Casale tra una formazione della FlaK tedesca e due brigate di partigiani - la Brigata Italia (Vr) e la Brigata Avesani –alle quali si unì il IX Reparto Arditi della Divisione Legnano del nuovo Esercito italiano.

### Maggio
- 2 maggio
  - Italia: A Trieste, il comando tedesco si arrende alle avanguardie neozelandesi. Il giorno seguente, il generale britannico Bernard Freyberg, entra in città, ormai occupata dai partigiani jugoslavi.
  - Italia: gli statunitensi entrano a Cortina d'Ampezzo.
- 4 maggio – Germania: resa dell'Armata tedesca del Nord al maresciallo Bernard Law Montgomery (Convenzione di Luneburgo).
- 5 maggio – Battaglia per il Castello di Itter.
- 7 maggio – l'ammiraglio Karl Dönitz firma la resa della Germania.
- 8 maggio – firma della capitolazione tedesca (festa della Vittoria in Gran Bretagna e altri Paesi dell'Europa occidentale).
- 9 maggio – fine de facto della Seconda guerra mondiale in Europa (festa della Vittoria in Russia).
- 14 maggio – l'Austria è nuovamente uno Stato indipendente (dopo l'Anschluss, l'annessione al Terzo Reich avvenuta nel 1938).
- 20 maggio – termina la rivolta georgiana di Texel.

### Giugno
- 11 giugno – Canada: William Lyon Mackenzie King è rieletto Primo Ministro.
- 12 giugno – Italia: la Venezia Giulia viene divisa in due parti: la zona A, con Trieste, è posta sotto il controllo anglo-americano; la zona B è affidata all'amministrazione jugoslava.
- 17 giugno – Sicilia: Il leader indipendentista siciliano Antonio Canepa, fondatore dell'EVIS, rimane ucciso durante un conflitto a fuoco con i Carabinieri a Randazzo
- 19 giugno – Italia: dimissioni del Governo Bonomi III.
- 26 giugno – a San Francisco viene firmato lo Statuto delle Nazioni Unite.

### Luglio
- 14 luglio – l'Italia dichiara guerra al Giappone. L'atto di guerra deliberato dal Consiglio dei Ministri presieduto da Ferruccio Parri è però rifiutato dall'ambasciatore giapponese, essendo puramente formale e di dubbia validità secondo i termini dell'armistizio con gli Alleati.
- 16 luglio – Stati Uniti: nel deserto del Nuovo Messico si svolge il Trinity test, la prima esplosione di una bomba atomica.
- 17 luglio – 2 agosto – Germania: Conferenza di Potsdam sul futuro del Paese.
- 26 luglio
  - Dichiarazione di Potsdam: la Germania viene divisa in quattro zone d'influenza controllate dagli eserciti di Stati Uniti, Unione Sovietica, Gran Bretagna e Francia.
  - Gran Bretagna: il Primo Ministro Winston Churchill rassegna le dimissioni dopo la sconfitta elettorale del Partito Conservatore. Clement Attlee, laburista, diventa il nuovo Primo Ministro.
- 28 luglio – New York: un bombardiere B-25 Mitchell si schianta tra il 79º e l'80º piano dell'Empire State Building causando 14 vittime.
- 30 luglio
  - Pierre Laval, ex leader del Governo di Vichy in fuga, viene catturato dai soldati alleati in Austria.
  - Esce a Torino il primo numero del giornale sportivo Tuttosport.
  - Seconda guerra mondiale: il sottomarino giapponese I-58 affonda la USS Indianapolis, uccidendo 883 marinai, è la più grave perdita singola nella storia della United States Navy.

### Agosto
- 6 agosto – Giappone: il quadrimotore B-29 Enola Gay (nome della madre del pilota, il ventinovenne Paul W. Tibbets) sgancia una bomba atomica sulla città di Hiroshima: i morti sono circa 100.000 al momento dello scoppio e nei giorni immediatamente successivi, altrettanti nei cinque anni successivi.
- 8 agosto – l'Unione Sovietica dichiara guerra al Giappone.
- 9 agosto – Giappone: un secondo ordigno nucleare è sganciato su Nagasaki; in un attimo muoiono 40.000 persone, altre decine di migliaia perderanno la vita nelle settimane successive.
- 13 agosto – il Congresso mondiale del movimento sionista decide, su proposta di David Ben Gurion, di avviare una politica di opposizione attiva al Governo del Regno Unito, organizzando una rivolta armata in Palestina. Le operazioni vengono affidate all'organizzazione paramilitare dell'Haganah (Difesa), e all'Organizzazione Militare Nazionale (Irgun Zvai Leumi).
- 15 agosto
  - Seconda guerra mondiale: l'Imperatore Hirohito, dopo un fallito tentativo di colpo di stato, annuncia la resa incondizionata del Giappone ponendo fine alla guerra.
  - La Corea viene liberata dopo che il Governo dell'Impero giapponese ha accettato i termini di resa imposti dagli Alleati.
- 17 agosto – Proclamazione d'indipendenza dell'Indonesia dai Paesi Bassi. Achmad Sukarno diventa il primo Presidente del nuovo Stato.

### Settembre
- 2 settembre
  - Ho Chi Minh proclama l'indipendenza del Vietnam.
  - Il Giappone firma la resa incondizionata ponendo fine alla Seconda Guerra Mondiale.
- 8 settembre – Corea: le truppe statunitensi occupano il Sud, mentre i Sovietici occupano il Nord del Paese.
- 18 settembre – Alcide De Gasperi arriva a Londra per partecipare alla 'Conferenza dei cinque' che ha all'ordine del giorno la questione di Trieste e della Venezia Giulia. È la prima visita all'estero di un esponente del Governo italiano dalla fine della guerra.
- 20 settembre – India: Mohandas Gandhi e Jawaharlal Nehru chiedono che le truppe britanniche lascino il Paese.
- 29 settembre – Milano: inizia le pubblicazioni la rivista Il Politecnico, diretta da Elio Vittorini ed edita da Giulio Einaudi.

### Ottobre
- 16 ottobre – a Città del Québec, Québec, Canada, viene fondata la FAO.
- 17 ottobre – Argentina: colpo di Stato del colonnello Juan Domingo Perón.
- 21 ottobre – Francia: il diritto di voto viene esteso alle donne.
- 24 ottobre – fondazione dell'ONU con l'entrata in vigore dello Statuto delle Nazioni Unite.
- 27 ottobre – Indonesia: combattimenti tra separatisti rivoltosi e truppe olandesi e britanniche.
- 29 ottobre – Brasile: il Presidente Getúlio Vargas rassegna le dimissioni.

### Novembre
- 13 novembre – Francia: il generale Charles de Gaulle viene eletto Presidente della Repubblica.
- 19 novembre – Wernher von Braun, insieme a un numeroso gruppo di collaboratori, riesce a fuggire dalla Germania e si trasferisce segretamente negli Stati Uniti.
- 20 novembre – inizio del Processo di Norimberga contro i criminali di guerra nazisti.
- 29 novembre – Jugoslavia: proclamazione della Repubblica Federale Popolare. Il maresciallo Tito viene nominato Presidente.

### Dicembre
- dicembre – Clichy - Marcel Bich e Édouard Buffard fondano la Bic.
- 3 dicembre – in Sicilia, Ferruccio Parri, Presidente del Consiglio del Governo provvisorio, ordina l'arresto e il confino di Andrea Finocchiaro Aprile. Finisce la lotta del movimento separatista siciliano.
- 10 dicembre – formazione del primo Governo di Alcide De Gasperi.
- 19 dicembre – l'Austria diventa una Repubblica per la seconda volta: la prima era stata interrotta dall'Anschluss nazista del 12 marzo 1938.
- 21 dicembre – ingresso dell'Iraq nell'Organizzazione delle Nazioni Unite.
- 27 dicembre
  - Viene istituita la Banca mondiale.
  - Il Belgio entra a far parte dell'ONU.
- 29 dicembre – inizia a Roma il V Congresso del Partito Comunista Italiano, guidato da Palmiro Togliatti. Si concluderà il 6 gennaio 1946.

## Inoltre
- Fondazione della FAO
- Scoperta dei codici di Nag Hammadi, una collezione unica di testi gnostici.
- Guatemala: le donne ricevono il diritto di voto.
- Giappone: le donne ricevono il diritto di voto.
- Islanda: la Danimarca riconosce l'indipendenza dell'isola.
- Percy Spencer scopre per caso che le microonde possono scaldare le vivande.
- Primo uso della streptomicina per trattare la tubercolosi.
- Canada: costruzione del primo reattore nucleare fuori dagli Stati Uniti.
- Le correnti d'alta quota sopra il Pacifico, già scoperte dai Giapponesi nel 1942 e dagli Statunitensi nel 1944, vengono soprannominate correnti a getto (jet stream).
- Viene introdotto l'erbicida 2,4-D, che verrà usato successivamente come componente dell'Agente Arancio.
- Il gruppo di ricerca condotto da Charles DuBois Coryell scopre l'elemento 61, l'unico ancora mancante, tra l'1 e il 96, della tavola periodica degli elementi. Viene chiamato Promezio.

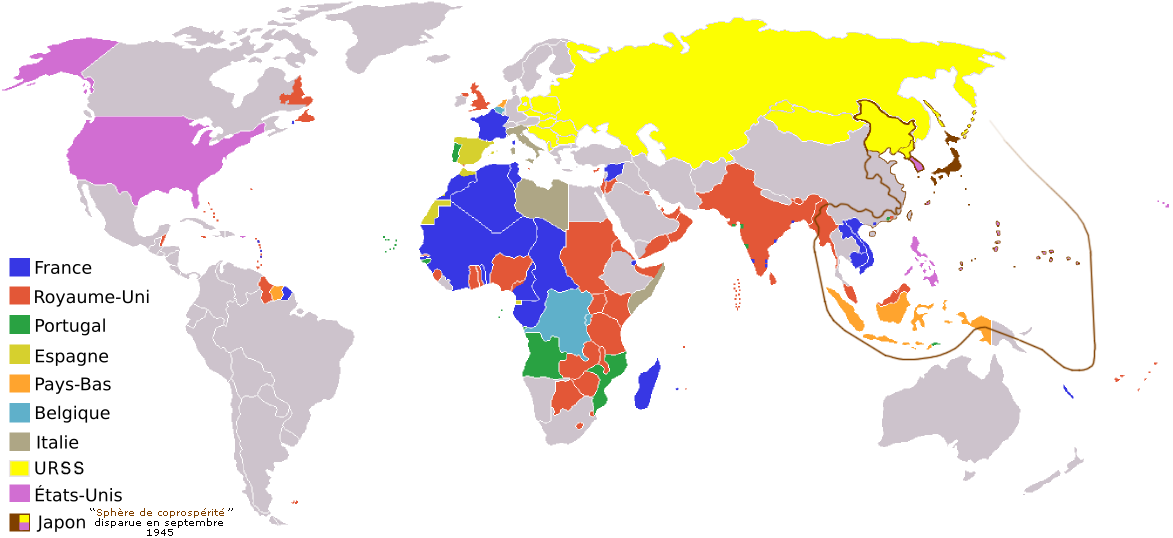
Colonie di varie nazioni nel 1945 e i confini coloniali.

### Seconda guerra mondiale e Shoah
- Gennaio
  - 12 gennaio – Europa orientale: l'Armata Rossa comincia un'ampia offensiva.
  - 12 gennaio – le truppe statunitensi si attestano sul Reno.
  - 13 gennaio – Ungheria: i Sovietici arrestano Raoul Wallenberg.
  - 17 gennaio – Varsavia: viene liberata dall'Armata Rossa.
  - 17 gennaio – Shoah: i nazisti cominciano ad evacuare il campo di concentramento di Auschwitz.
  - 20 gennaio – l'Ungheria firma un armistizio con gli Alleati.
  - 21 gennaio – truppe anglo-indiane iniziano la riconquista della Birmania. Successivamente gli Alleati occupano le Filippine.
  - 27 gennaio
    - Shoah: entrata dell'Armata Rossa nel campo di concentramento di Auschwitz.
    - Termina ufficialmente l'offensiva delle Ardenne.

  - 31 gennaio – Stati Uniti: Eddie Slovik viene fucilato per diserzione, la prima esecuzione per diserzione dai tempi della Guerra di secessione americana.
- Febbraio
  - 3 febbraio – l'Unione Sovietica decide di impegnarsi contro l'Impero giapponese.
  - 4 febbraio – in Italia gli Statunitensi iniziano una serie di incontri segreti col comandante delle SS a Salò, SS-Obergruppenführer Karl Wolff, che offre la resa dei Tedeschi sulla base di reciproche garanzie.
  - 4 febbraio – 11 febbraio: Franklin Delano Roosevelt, Winston Churchill e Iosif Stalin si incontrano alla Conferenza di Jalta.
  - 9 febbraio – Walter Ulbricht diventa il leader dei comunisti tedeschi di Mosca.
  - 13 febbraio – Budapest viene liberata dalle forze sovietiche.
  - 13 febbraio – bombardamento di Dresda, la città bruciò per più di una settimana.
  - 16 febbraio – truppe statunitensi sbarcano a Corregidor nelle Filippine.
  - 16 febbraio – truppe statunitensi riconquistano la penisola di Bataan.
  - 19 febbraio – inizia la Battaglia di Iwo Jima, più di 30.000 marines sbarcano sull'isola.
  - 21 febbraio – Benito Mussolini esonera dal governo il Ministro degli Interni Guido Buffarini Guidi che rappresenta il Fascismo più duro.
  - 23 febbraio – battaglia di Iwo Jima: gli statunitensi conquistano l'isola e issano la bandiera a stella e strisce, immortalata in una celebre fotografia.
  - 23 febbraio – Manila, capitale delle Filippine, viene liberata.
  - 23 febbraio – capitolazione della guarnigione tedesca di Poznań, che viene liberata.
- Marzo
  - 3 marzo – la Finlandia dichiara guerra alla Germania.
  - 7 marzo – truppe alleate costituiscono una testa di ponte sul Reno, presso Remagen, ed entrano in territorio tedesco.
  - 8 marzo – Josip Broz Tito forma un governo in Jugoslavia.
  - 9 marzo-10 marzo – bombardieri B-29 statunitensi bombardano vaste aree del Giappone. A Tokyo le bombe incendiarie provocano 100 000 morti tra i civili.
  - 16 marzo – battaglia di Iwo Jima: gli statunitensi completano la conquista dell'isola nonostante una piccola sacca di resistenza giapponese.
  - 17 marzo – bombardieri B-29 statunitensi bombardano Kōbe provocando la morte di 8.000 persone.
  - 18 marzo – 1 250 bombardieri statunitensi bombardano Berlino.
  - 19 marzo – Hitler ordina la distruzione sistematica di tutte le installazioni industriali, militari e civili presenti in Germania.
  - 21 marzo – truppe britanniche liberano Mandalay, Birmania.
  - 30 marzo – Austria: le truppe sovietiche entrano in territorio austriaco.
- Aprile
  - 1º aprile – oceano Pacifico: inizia la battaglia di Okinawa.
  - 4 aprile – inizia la Rivolta georgiana di Texel.
  - 4 aprile – Shoah: truppe alleate liberano il campo di concentramento di Ohrdruf in Germania.
  - 7 aprile – la nave da battaglia giapponese Yamato viene affondata a nord dell'isola di Okinawa.
  - 9 aprile – Wilhelm Canaris, Hans Oster, e Hans Dohanyi vengono impiccati, come cospiratori, nel Campo di concentramento di Flossenbürg, insieme al pastore Dietrich Bonhoeffer.
  - 10 aprile – Shoah: truppe alleate liberano il campo di concentramento di Buchenwald.
  - 12 aprile – Stati Uniti: muore il Presidente degli Stati Uniti d'America Franklin Delano Roosevelt, il vicepresidente Harry S. Truman ne assume le funzioni.
  - 13 aprile – Austria: l'Armata Rossa entra a Vienna.
  - 13 aprile – il generale statunitense Clark, comandante delle forze alleate in Italia, impartisce ai partigiani un nuovo ordine di smobilitazione. Ma la Direttiva n. 16 del CLN AI è ormai operativa, e i combattenti del Nord Italia sono già pronti all'insurrezione. Come poi scrisse A. Dulles, capo del Servizio di spionaggio statunitense, lo scopo di Clark era di impedire ogni contatto tra i partigiani italiani e i comunisti jugoslavi ormai alle porte di Trieste: "Un cessate il fuoco in questo momento [il riferimento di Dulles è anche alle trattative in corso con i nazisti] consente agli anglo-americani di bloccare l'avanzata dei russi a ovest verso Berlino, ma anche di opporsi alle minacce di Tito verso Trieste per impedire un eventuale aiuto a una insurrezione armata comunista che ha molto probabilmente l'intenzione di instaurare una repubblica sovietica nell'Italia settentrionale".
  - 15 aprile – Shoah: viene liberato il campo di concentramento di Bergen-Belsen.
  - 20 aprile – Germania: l'Armata Rossa entra a Berlino.
  - 24 aprile – gli Alleati attraversano il Po, in allarme per gli eventi insurrezionali esplosi tra Torino e Genova e la minaccia comunista su Vienna e Trieste. Massicci bombardamenti, del tutto inutili, vengono effettuati sul territorio veneto, quasi ad ammonimento verso l'Armata Rossa di non infrangere i patti sottoscritti a Mosca e Jalta.
  - 25 aprile – Italia: fine della guerra.
  - 25 aprile – le truppe alleate e quelle sovietiche si incontrano sull'Elba, dividendo così la Germania in due.
  - 28 aprile – Italia: Benito Mussolini è catturato a Dongo, sul lago di Como, dai partigiani mentre fugge travestito da tedesco (con quindici gerarchi e Clara Petacci) e passato per le armi. I loro corpi vengono appesi a testa in giù in piazzale Loreto a Milano.
  - 30 aprile – Berlino (Germania): Adolf Hitler ed Eva Braun, unitisi in matrimonio il giorno prima, si suicidano nel bunker della Cancelleria a Berlino, mentre i generali tedeschi trattano la resa a sua insaputa. Karl Dönitz viene nominato Presidente del Reich, e Joseph Goebbels Cancelliere del Reich.
- Maggio
  - 1º maggio – Germania: dopo aver ucciso i propri figli, Magda e Joseph Goebbels si tolgono la vita.
  - 2 maggio – Karl Dönitz nomina il conte Lutz Graf Schwerin von Krosigk Cancelliere del Reich.
  - 2 maggio – Battaglia di Berlino: l'Armata Rossa conquista Berlino. Poi si congiunge con gli alleati.
  - 3 maggio – Germania: lo scienziato missilistico Wernher von Braun e 120 membri del suo staff si arrendono alle forze alleate.
  - 4 maggio – Shoah: truppe britanniche liberano il campo di concentramento di Neuengamme, presso Amburgo.
  - 5 maggio – Shoah: gli alleati liberano il campo di concentramento di Mauthausen (tra i prigionieri: Simon Wiesenthal).
  - 5 maggio – insurrezione di Praga.
  - 5 maggio – truppe canadesi liberano Amsterdam.
  - 5 maggio – il Großadmiral Karl Dönitz ordina a tutti gli U-Boot di sospendere le operazioni offensive e di fare rientro alle proprie basi.
  - 7 maggio – Alfred Jodl firma la resa incondizionata delle forze armate tedesche a Reims.
  - 8 maggio – Germania: con la resa incondizionata del Terzo Reich, finisce formalmente la guerra in Europa. Il Giappone si ritira ovunque ma non si arrende.
  - 8 maggio – truppe britanniche e forze partigiane slovene giungono a Klagenfurt am Wörthersee.
  - 9 maggio – vengono catturati Hermann Göring, e in Norvegia, Vidkun Quisling.
  - 9 maggio – Praga: entra l'Armata Rossa.
  - 23 maggio – Karl Dönitz e il conte Lutz Graf Schwerin von Krosigk vengono formalmente arrestati dalle truppe inglesi a Flensburgo.
  - 23 maggio – Heinrich Himmler, Reichsfüher delle SS, catturato dalle forze britanniche, si suicida.
- Giugno
  - 6 giugno – Norvegia: il re Haakon VII di Norvegia riprende il trono.
  - 21 giugno – termina la battaglia di Okinawa.
- luglio
  - 1º luglio – il territorio tedesco è diviso in quattro zone d'occupazione, comandate da Stati Uniti, Gran Bretagna, URSS e Francia.
  - 8 luglio – giunge una nota informativa al neopresidente statunitense Harry Truman, secondo la quale il Giappone sarebbe disposto ad arrendersi in cambio della salvezza dell'Imperatore.
  - 16 luglio – Stati Uniti: nel deserto del Nuovo Messico si svolge il Trinity test, la prima esplosione di una bomba atomica.
  - 17 luglio – inizio della Conferenza di Potsdam; gli Alleati determinano il futuro della Germania.
  - 21 luglio – il presidente Truman approva l'ordine di utilizzo della bomba atomica sul Giappone.
  - 23 luglio – il Maresciallo Philippe Pétain presidente della Repubblica di Vichy viene arrestato con l'accusa di tradimento.
  - 26 luglio – il presidente Harry Truman fa cancellare, dal Documento finale della Conferenza di Potsdam, l'articolo 12 sulle condizioni di pace per il Giappone, col quale si concede alla nazione sconfitta, in cambio della resa incondizionata, di mantenere in carica l'Imperatore.
  - 28 luglio – il Giappone respinge la Dichiarazione di Potsdam.
- Agosto
  - 6 agosto – Hiroshima (Giappone): il bombardiere statunitense Enola Gay sgancia la prima bomba atomica (Little Boy), causando circa 150.000 vittime.
  - 8 agosto – Unione Sovietica/Giappone: l'Unione Sovietica dichiara guerra all'Impero giapponese e invade la Manciuria.
  - 9 agosto – Nagasaki (Giappone): gli statunitensi sganciano la seconda bomba atomica (Fat Man).
  - 15 agosto – Giappone: capitolazione dell'Imperatore Hirohito. Fine della guerra anche sull'ultimo fronte rimasto.
- Settembre
  - 2 settembre – l'Impero giapponese riconosce ufficialmente la propria disfatta e firma sulla corazzata statunitense Missouri la propria capitolazione. Finisce così la seconda guerra mondiale.
- Ottobre
  - 18 ottobre – inizio del Processo di Norimberga contro i criminali di guerra nazisti.
- Dicembre
  - 9 dicembre – il generale statunitense, George Smith Patton ha un incidente stradale, in seguito al quale morirà 12 giorni dopo.

## Nati
Ci sono circa 2 840 voci su persone nate nel 1945; vedi la pagina Nati nel 1945 per un elenco descrittivo o la categoria Nati nel 1945 per un indice alfabetico.

## Morti
Ci sono circa 1 560 voci su persone morte nel 1945; vedi la pagina Morti nel 1945 per un elenco descrittivo o la categoria Morti nel 1945 per un indice alfabetico.

## Calendario
| Calendario 1945 | Calendario 1945 | Calendario 1945 | Calendario 1945 | Calendario 1945 | Calendario 1945 | Calendario 1945 | Calendario 1945 | Calendario 1945 | Calendario 1945 | Calendario 1945 | Calendario 1945 | Calendario 1945 | Calendario 1945 | Calendario 1945 | Calendario 1945 | Calendario 1945 | Calendario 1945 | Calendario 1945 | Calendario 1945 | Calendario 1945 | Calendario 1945 | Calendario 1945 | Calendario 1945 | Calendario 1945 | Calendario 1945 | Calendario 1945 | Calendario 1945 | Calendario 1945 | Calendario 1945 | Calendario 1945 | Calendario 1945 | Calendario 1945 |
| --------------- | --------------- | --------------- | --------------- | --------------- | --------------- | --------------- | --------------- | --------------- | --------------- | --------------- | --------------- | --------------- | --------------- | --------------- | --------------- | --------------- | --------------- | --------------- | --------------- | --------------- | --------------- | --------------- | --------------- | --------------- | --------------- | --------------- | --------------- | --------------- | --------------- | --------------- | --------------- | --------------- |
|                 | 1               | 2               | 3               | 4               | 5               | 6               | 7               | 8               | 9               | 10              | 11              | 12              | 13              | 14              | 15              | 16              | 17              | 18              | 19              | 20              | 21              | 22              | 23              | 24              | 25              | 26              | 27              | 28              | 29              | 30              | 31              |                 |
| Gennaio         | Lu              | Ma              | Me              | Gi              | Ve              | Sa              | Do              | Lu              | Ma              | Me              | Gi              | Ve              | Sa              | Do              | Lu              | Ma              | Me              | Gi              | Ve              | Sa              | Do              | Lu              | Ma              | Me              | Gi              | Ve              | Sa              | Do              | Lu              | Ma              | Me              |                 |
| Febbraio        | Gi              | Ve              | Sa              | Do              | Lu              | Ma              | Me              | Gi              | Ve              | Sa              | Do              | Lu              | Ma              | Me              | Gi              | Ve              | Sa              | Do              | Lu              | Ma              | Me              | Gi              | Ve              | Sa              | Do              | Lu              | Ma              | Me              |                 |                 |                 |                 |
| Marzo           | Gi              | Ve              | Sa              | Do              | Lu              | Ma              | Me              | Gi              | Ve              | Sa              | Do              | Lu              | Ma              | Me              | Gi              | Ve              | Sa              | Do              | Lu              | Ma              | Me              | Gi              | Ve              | Sa              | Do              | Lu              | Ma              | Me              | Gi              | Ve              | Sa              |                 |
| Aprile          | Do              | Lu              | Ma              | Me              | Gi              | Ve              | Sa              | Do              | Lu              | Ma              | Me              | Gi              | Ve              | Sa              | Do              | Lu              | Ma              | Me              | Gi              | Ve              | Sa              | Do              | Lu              | Ma              | Me              | Gi              | Ve              | Sa              | Do              | Lu              |                 |                 |
| Maggio          | Ma              | Me              | Gi              | Ve              | Sa              | Do              | Lu              | Ma              | Me              | Gi              | Ve              | Sa              | Do              | Lu              | Ma              | Me              | Gi              | Ve              | Sa              | Do              | Lu              | Ma              | Me              | Gi              | Ve              | Sa              | Do              | Lu              | Ma              | Me              | Gi              |                 |
| Giugno          | Ve              | Sa              | Do              | Lu              | Ma              | Me              | Gi              | Ve              | Sa              | Do              | Lu              | Ma              | Me              | Gi              | Ve              | Sa              | Do              | Lu              | Ma              | Me              | Gi              | Ve              | Sa              | Do              | Lu              | Ma              | Me              | Gi              | Ve              | Sa              |                 |                 |
| Luglio          | Do              | Lu              | Ma              | Me              | Gi              | Ve              | Sa              | Do              | Lu              | Ma              | Me              | Gi              | Ve              | Sa              | Do              | Lu              | Ma              | Me              | Gi              | Ve              | Sa              | Do              | Lu              | Ma              | Me              | Gi              | Ve              | Sa              | Do              | Lu              | Ma              |                 |
| Agosto          | Me              | Gi              | Ve              | Sa              | Do              | Lu              | Ma              | Me              | Gi              | Ve              | Sa              | Do              | Lu              | Ma              | Me              | Gi              | Ve              | Sa              | Do              | Lu              | Ma              | Me              | Gi              | Ve              | Sa              | Do              | Lu              | Ma              | Me              | Gi              | Ve              |                 |
| Settembre       | Sa              | Do              | Lu              | Ma              | Me              | Gi              | Ve              | Sa              | Do              | Lu              | Ma              | Me              | Gi              | Ve              | Sa              | Do              | Lu              | Ma              | Me              | Gi              | Ve              | Sa              | Do              | Lu              | Ma              | Me              | Gi              | Ve              | Sa              | Do              |                 |                 |
| Ottobre         | Lu              | Ma              | Me              | Gi              | Ve              | Sa              | Do              | Lu              | Ma              | Me              | Gi              | Ve              | Sa              | Do              | Lu              | Ma              | Me              | Gi              | Ve              | Sa              | Do              | Lu              | Ma              | Me              | Gi              | Ve              | Sa              | Do              | Lu              | Ma              | Me              |                 |
| Novembre        | Gi              | Ve              | Sa              | Do              | Lu              | Ma              | Me              | Gi              | Ve              | Sa              | Do              | Lu              | Ma              | Me              | Gi              | Ve              | Sa              | Do              | Lu              | Ma              | Me              | Gi              | Ve              | Sa              | Do              | Lu              | Ma              | Me              | Gi              | Ve              |                 |                 |
| Dicembre        | Sa              | Do              | Lu              | Ma              | Me              | Gi              | Ve              | Sa              | Do              | Lu              | Ma              | Me              | Gi              | Ve              | Sa              | Do              | Lu              | Ma              | Me              | Gi              | Ve              | Sa              | Do              | Lu              | Ma              | Me              | Gi              | Ve              | Sa              | Do              | Lu              |                 |

## Premi Nobel
In quest'anno sono stati conferiti i seguenti Premi Nobel:
- per la Fisica: Wolfgang Pauli
- per la Chimica: Artturi Ilmari Virtanen
- per la Medicina: Alexander Fleming, Ernst Boris Chain, Howard Walter Florey
- per la Letteratura: Gabriela Mistral
- per la Pace: Cordell Hull